# Syringa Park
Syringa Park är en park i Kanada.   Den ligger i provinsen British Columbia, i den södra delen av landet, 3 200 km väster om huvudstaden Ottawa. Syringa Park ligger 1 300 meter över havet.
Terrängen runt Syringa Park är bergig söderut, men norrut är den kuperad. Trakten runt Syringa Park är nära nog obefolkad, med mindre än två invånare per kvadratkilometer.. Närmaste större samhälle är Castlegar, 19,2 km sydost om Syringa Park.
I omgivningarna runt Syringa Park växer i huvudsak barrskog.